# منطقه عین العرب
منطقه عین العرب (به عربی: منطقة عین العرب) یک منطقه در سوریه است که در استان حلب واقع شده‌است. منطقه عین العرب ۱۹۲٬۵۱۳ نفر جمعیت دارد.